# مايكل شوماخر
مايكل شوماخر (بالألمانية: Michael Schumacher)‏ (مواليد 3 يناير 1969) هو سائق سيارات ألماني، أسطورة فورمولا 1 الذي فاز بالعديد من الألقاب، ويعتبر من أعظم أبطال الفورمولا 1 وسباق السيارات بصورة عامة على مرّ العصور. فلقد حصد سبعة ألقاب عالمية: الأول والثاني مع فريق بينيتون (1994 و1995) والخمسة المتتالية مع فريق فيراري (2000، 2001، 2002، 2003، 2004).
حقق شوماخر العديد من الأرقام القياسيه في فورمولا 1 وبالإضافة للألقاب المتعددة حصد الجوائز الكبرى في فورمولا1 حيث حقق لقب أسرع المنطلقين، أسرع التفاف وأسرع انطلاقة والتفاف في نفس الحلبة،
وكان مايكل شوماخر أول ألماني يحصد لقب العالم للفورمولا 1، وكان أيضا الأشهر في فورمولا1حتى عام 2006 وفقا لاستطلاع رأي قام به الاتحاد العالمي لسباق السيارات.
في عام 2003 أصبح المتوج الأول في عالم سيارات فورمولا 1 بعد أن حصد لقب العالم السادس محطما الرقم القياسي لخوان مانويل فانجيو.
في عام 2004 حطم رقماً قياسياً جديداً بعد أن حقق لقبه العالمي الخامس على التوالي (الرقم السابق كان باسم فانجيو بأربعة ألقاب متتالية من العالم).
بعد ستة عشَر موسم متتالٍ في فورميلا 1 من عام 1991 إلى عام 2006 وثلاث سنوات من التوقف قرر العودة إلى مضمار السباق مرة أخرى حيث لعب لصالح فريق مرسيدس بداية من موسم 2010 بعد أن قبل العرض المقدم من الفريق (الفريق الذي من بداية موسم 2012 أصبح اسمه مرسيدس أ أم جى 1).
بعد 3 سنوات مع الفريق الألماني (بداية من موسم 2010 حتى موسم 2012) وبالتحديد في 4 اكتوبر2012، عن عمر يناهز 44 عاما، قرر إعلان اعتزاله الثاني للمنافسات الرسمية.
في ديسمبر 2013، تعرض شوماخر لإصابة خطيرة في الرأس أثناء التزلج. وتم نقله إلى المستشفى ووضع في غيبوبة مستحدثة طبياً، بعد أن عانى من إصابات في الدماغ. وكان في غيبوبة من 29 ديسمبر 2013 حتى 16 يونيو 2014. غادر بعدها المستشفى في غرينوبل لمزيد من إعادة التأهيل في مستشفى جامعة (CHUV) في لوزان. يوم 9 سبتمبر عام 2014، أعيد شوماخر إلى منزله للراحة وإعادة التأهيل. وفي نوفمبر تشرين الثاني عام 2014، ذُكر أن شوماخر أصيب بالشلل وهو على كرسي متحرك نتيجة للحادث. وفي 11 سبتمبر 2019 اعلنت صحيفة لوباريزيان الفرنسية عن استعادة السائق الألماني مايكل شوماخر لوعيه بعد غيبوبة دامت أكثر من 5 سنوات في نوفمبر 2020، استمرت حالة شوماخر في التحسن، على الرغم من ورود أنباء عن إصابته بضمور العضلات وهشاشة العظام نتيجة بقائه في الفراش مدة ست سنوات.

## الحياة الرياضية

### السنوات الأولى

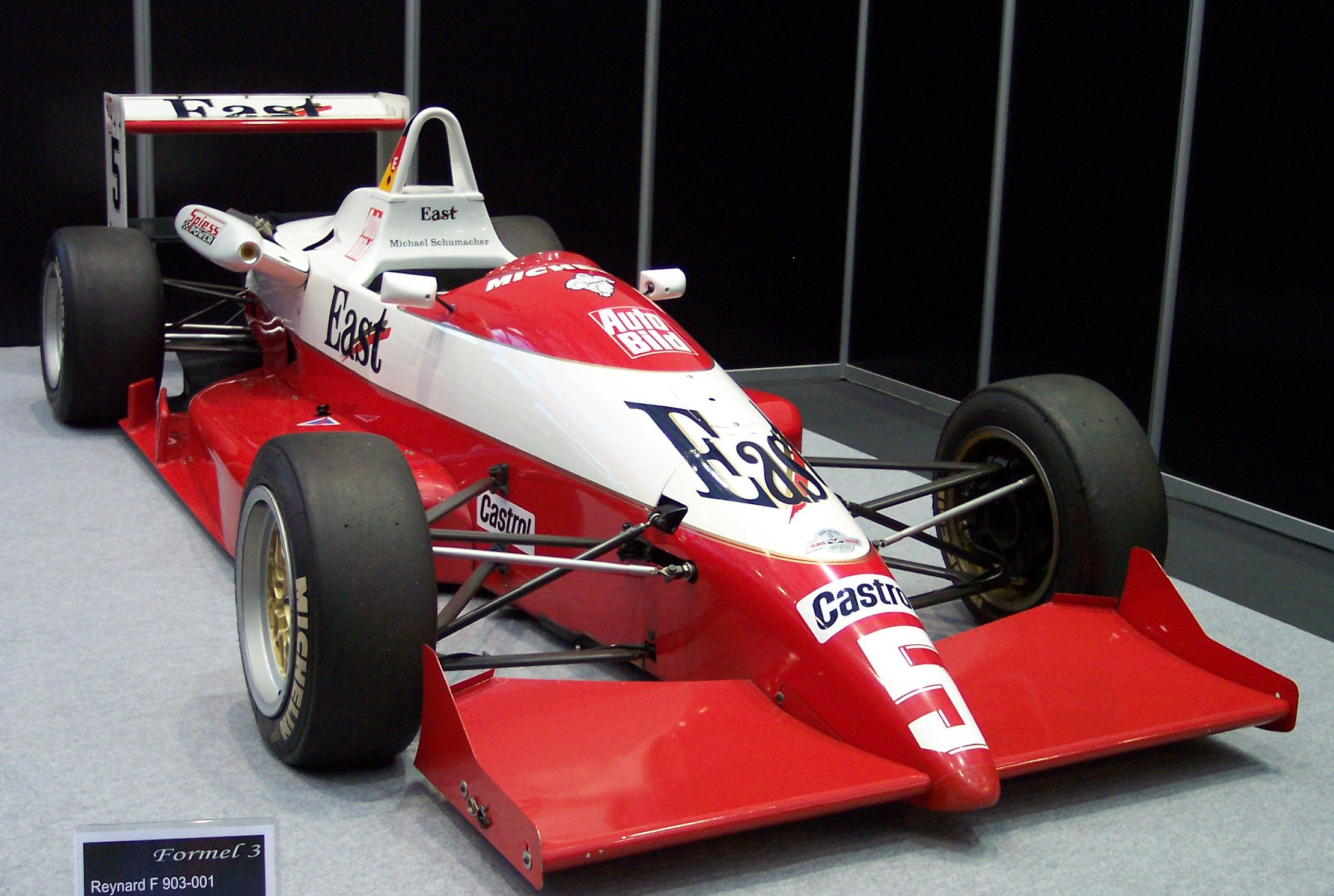
السيارة التي قادها شوماخر في فورمولا 3.

بدأ الألماني حياته الرياضية مبكرا في عامه الرابع تحت قيادة الكارت (سباقات الكارت وتعرف بالكارتينغ (إنجليزية: Karting) هي نوع من أنواع سباق سيارات، مع أربع عجلات صغيرة، وبسيطة. وعادة ما يتم السباق على حلبة كارتينغ صغيرة، وهي تعتبر عادة خطوة أولى في عالم رياضة المحركات.) في مضمار كاربين تحت إدارة والده
في 1984 اقترب من أحد رجال أعمال المنطقة يورغن ديلك والذي أُعجب بالصبى وقرر مساعدته ماديا. وفي السنوات التالية فاز بلقب الجونيور الألماني والبطولة الأوروبية في غوتنبرغ، السويد.وقع في آخر سباق حادثه فرديه: تقريبا في المنحنى الاخير من اللفة الأخيرة، ارتكب زاناردي واورسيني خطأ مما ادى إلى انحرافهم عن المسار الأمر الذي لم يعط فقط النصر لشوماخر بل أيضا البطولة.
في عام 1988 انتقل شوماخر من الكارت إلى سيارات المستويات العليا وذلك بفضل ديلك.
شارك في بطولة فورمولا فورد الألمانية والأوربية: حقق في بطولة فورمولا فورد الألمانية المركز السادس والمركز الثاني في بطولة فورمولا فورد الأوربية وراء ميكا سالو الذي اقتنص المركز الأول
ولكن في نفس العام ساعده أيضا غوستاف هوكر تاجر سيارات لامبورجيني للانضمام لفورمولا كونج، سلسلة تدريب تستخدم هياكل ومحركات «فورمولا باندا الإيطالية»: حيث فاز في تسع سباقات من أصل عشرة وحقق بسهولة البطولة. كان سيكون الانتقال إلى فورمولا 3 خطوة تراجع لشوماخر ولكن ديلك اقنعه بعدم الانتقال. قرر ويلي فيبر في 1989، مالك أحد الأندية، منبهرا بقدرات السائق الألمانى الشاب، ان يجعل شوماخر يوقع عقد مدته عامين للتنافس في فورمولا 3.
أنهى شوماخر البطولة الألمانية في المرتبة الثانية، بفارق نقطة واحدة عن كارل ويندلينجير.
في عام 1990 واصل منافساته في بطولة فورمولا3 الألمانيه وتوج بطلا لها. وفاز باثنين من المسابقات الدولية المرموقة من نفس الفئة: الجائزة ماكاو الكبرى وبطولة مونتى فوجي. في نهاية الموسم، كمنافسيه هينز هارالد فرينتزين وكارل ويندلينجير، وقًع عقدا مع مرسيدس لقيادة سياراتهم المتنافسة في بطولة العالم «المجموعة جيم»، تحت إشراف بيتر ساوبر، وهكذا أنشئ فريق مرسيدس جونيور، حاضنا للمواهب الشابة من سائقى السيارات الألمان. وشارك شوماخر في الاختبار الموسمي الأخير لبطولة العالم، 480 كم مدينة المكسيك، وفاز بسيارة مرسيدس-بنز C11 ، كفريق واحد مع يوخن ماسً.
تتطلع مرسيدس إلى العودة إلى مسابقات فورمولا1 بسيارة بسائق واحد، بعد الخروج منها عام 1955 وأولت القيادة للفريق ليوخن نيرباش.ويؤخذ في عين الأعتبار أن شوماخر كان سيكون هو أول سائق يُختار لهذه المسابقة في فريق مرسيدس. لم يتحقق المشروع نظرا للتكاليف الباهظة، وكانت الشركة الألمانية قد حدت من توفير المحرك اللازمة لفريق ساوبر منذ عام 1993.في عام 1991 شارك شوماخر في بطولة العالم للسيارات وحقق المركز التاسع في البطولة.
الحدث الأهم لهذا الموسم، في مسابقة 24 ساعة لومانس، وبلغ المركز الخامس (جنبا إلى جنب مع ويندلينجير وكريوتزبوينتنير) وحقق اللفة الأسرع في المسابقة. كما شارك في سباق الفورمولا 3000 في اليابان، واقتنص المركز الثاني.

### الالتحاق في فورمولا1

#### فريق بينيتون (1991-1995)

##### 1991

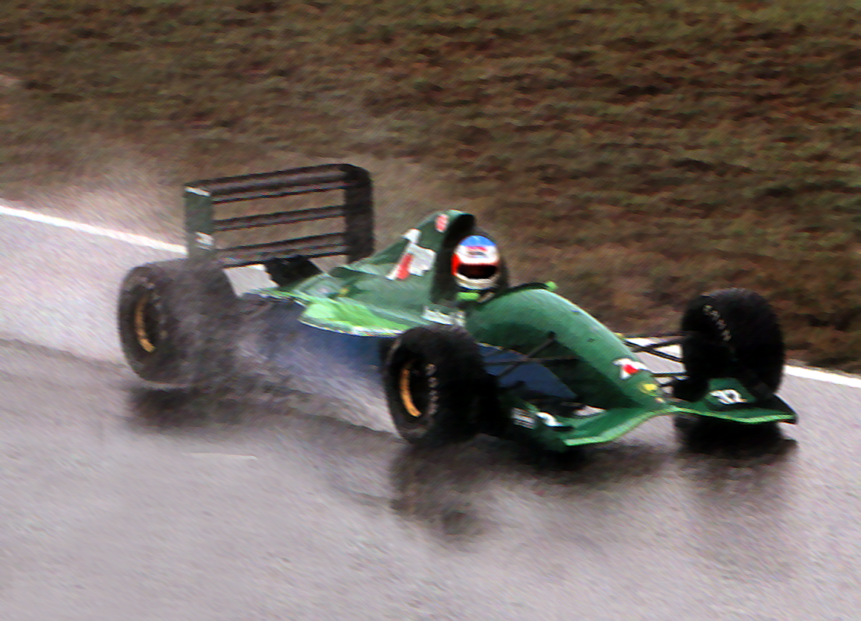
شوماخر قى أختبار جوردان 191 في 1991.

نافس شوماخر لأول مرة في فورمولا 1 في عام 1991 تحت قيادة فريق جوردان جراند بركس.حيث أن الفريق الأيرلندي، الذي ظهر في هذا الموسم، كان في حاجة إلى استبدال في «سباق الجائزة الكبرى» في بلجيكا في حلبة سباق سبا-فرانكورشان، السائق برتراند جاتشوت، بدلا من ان يتم اعتقاله في لندن. ولهذا مرسيدس نقلت شوماخر إلى فريق إدي جوردين بمبلغ 150000 دولار.
ولكى يوافق فريق جوردان على هذا الترشيح، أكد مدير أعمال شوماخر أن شوماخر يعلم جيد بالمسار الصعب الذي يمر به الفريق الأيرلاندي، على الرغم من أن في واقع الأمر، كما يتبين من المدير نفسه بمناسبة مرور 20 عاماً فورمولا 1 لشوماخر، ان شوماخر لم ينافس في سباقات فمورلا 1 من قبل.
وعلى الرغم من أن هذه هي المرة ألاولى التي يواجه فيها الألماني صعوبات الحلبة إلا انه استطاع خطف الانظار وأدهش الجميع، حيث استطاع اقتناص المركز السابع أثناء التصفيات، ولكن لسوء الحظ لم يستطع استكمال السباق وذلك بسبب تعطل مكابح السيارة.
إن الأداء الرائع لشوماخر في بلجيكا جذب أنتباه فلافيو برياتوري، مدير فريق بينيتون، الذين عرض عليه مباشرة عقد للانضمام للفريق، والذي قاد شوماخر إلى أن يتسابق جنباً إلى جنب مع «نيلسون بيكيه».
وأُغلقت مسألة الانتقال إلى فريق جوردان مع انتقال الطيار الثاني إلى الفريق الأيرلندي روبرت رومين.
في السباق التالي في حلبة مونزا أستطاع شوماخر أن يتفوق على زملائه في الفريق. في السباقات المتبقية من هذا الموسم حطم نقاطاً كثيرة مظهراً أن سباقات فورمولا 1 سوف تشهد مستقبلاً مختلفاً.

##### 1992

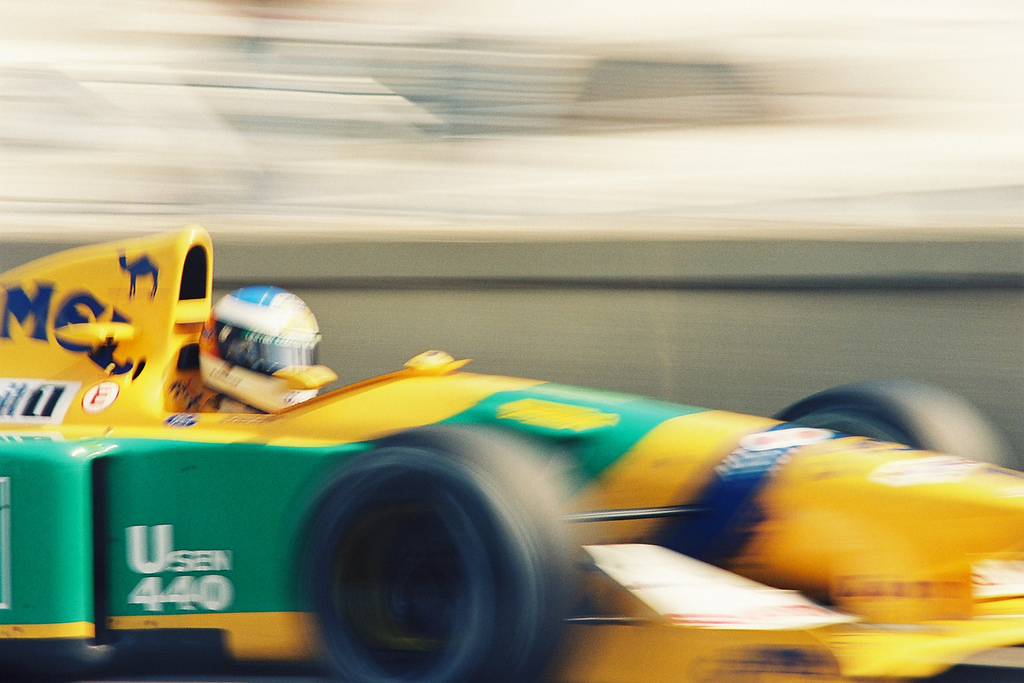
شوماخر في مسابقة الجائزة الكبرى في موناكوا 1992.

في نهاية الموسم الحالي، ترك قبيل هوام فورمولا 1 واستبدل بمارتن براندل في فريق بينيتون، أثناء موسم عام 1992، بدأ شوماخر يرسى أقدامه بشدة في المراكز المتقدمة، حاصلا على بعض المنصات، حتى أول انتصار له في «سباق الجائزة الكبرى في بلجيكا» مع السباقات الثلاثة المتبقية، ومع العالمية التي ججزها فريق وليامس رينو وفريق نايجل مانسل، انتقل الاهتمام إلى المركز الثاني في ترتيب الفرق التي يشارك فيه شوماخر، الذي كان مباشرة في المرتبة الثانية، يليها سينًا وبتريس بمسافة زراع. ولكن في النهاية استطاع بتريس بزغ أن يحتل المركز الثالث في التصنيف العالمي
خلف شوماخر متفوقاً على آيرتون سينا، مخانا في مناسبات عدة من فريق ماكلارين الذي لا يمكن الاعتماد عليها.
التنافس بين البرازيلي والسائق الألماني البطل الناشئ ظهر  في البرازيل خلال مسابقة الجائزة الكبرى الأولى من هذا السنة: حيث اتهم شوماخر السائق البرازيلي علنا أنه تسبب في أعاقته بتصرفات غير سليمة بعض الشئ، بينما كانت الكتورنيات فريق مكلارين هي في الواقع سبب التباطؤ المفاجئ للبرازيلى. في فرنسا، دفع شوماخر سيُنا إلى اللفة الأولى بعد توقف السباق للمطر، لذلك تراجع البرازيلي عن رفع دعوى ضد شوماخر، وناقش الموضوع مع الالمانى شوماخر، ووبخه، بعيداً عن الكاميرات لسلوكه في البرازيل، عندما اتهمه بتعطيله عمدا وطلب منه إيضاحات حول ما حدث. انتقل التنافس أيضا إلى هوكنهايم بألمانيا، أثناء دورات اختبار حيث تراطما الأثنان مرات متعددة بالعجلات والاطارت وصولا إلى الايدى.

##### 1993
في هذا الموسم فاز فريق بينيتون عام 1993 بتوكيل فورد للمحركات، متفوقة على تلك النسخ المقدمة لفريق ماكلارين، الذي حصد سباق الجائزة الكبرى في بريطانيا. أن نظام الجر الجديد (الذي انتج فقط في منتصف الموسم) ونظام التحكم في العجلات ساهم في القدرات التنافسية للسائق الالمانى.استبدل فريق بينيتون السائق براندل بالسائق بتراس ريكارد والذي كان مساعد وليامز في الموسم السابق.
في خلال هذا الموسم، والذي تميز بهيمنة ويليامز (هذه المرة مع بروست والذي عاد إلى السباق ليحل محل مانسل)، شغل الألماني عدة منصات وانتصارا آخر في البرتغال.وفى نهاية الموسم مع لقب العالم الذي حققه بروست (اللقب الرابع له)وصل شوماخر للتصنيف الرابع عالميا.و كانت استمرارية النتائج التي يحققها فريق بينيتون خلال هذا الموسم، حيث وصل عدة مرات إلى منصة التتويج (10 منصات في 16 جائزة بين شوماخر وباتريس)، كل هذا كان بشري خير لمستقبل القدرة التنافسية للفريق بطريقة تجعله من المرشحين للحصول على اللقب العالمى .

##### 1994

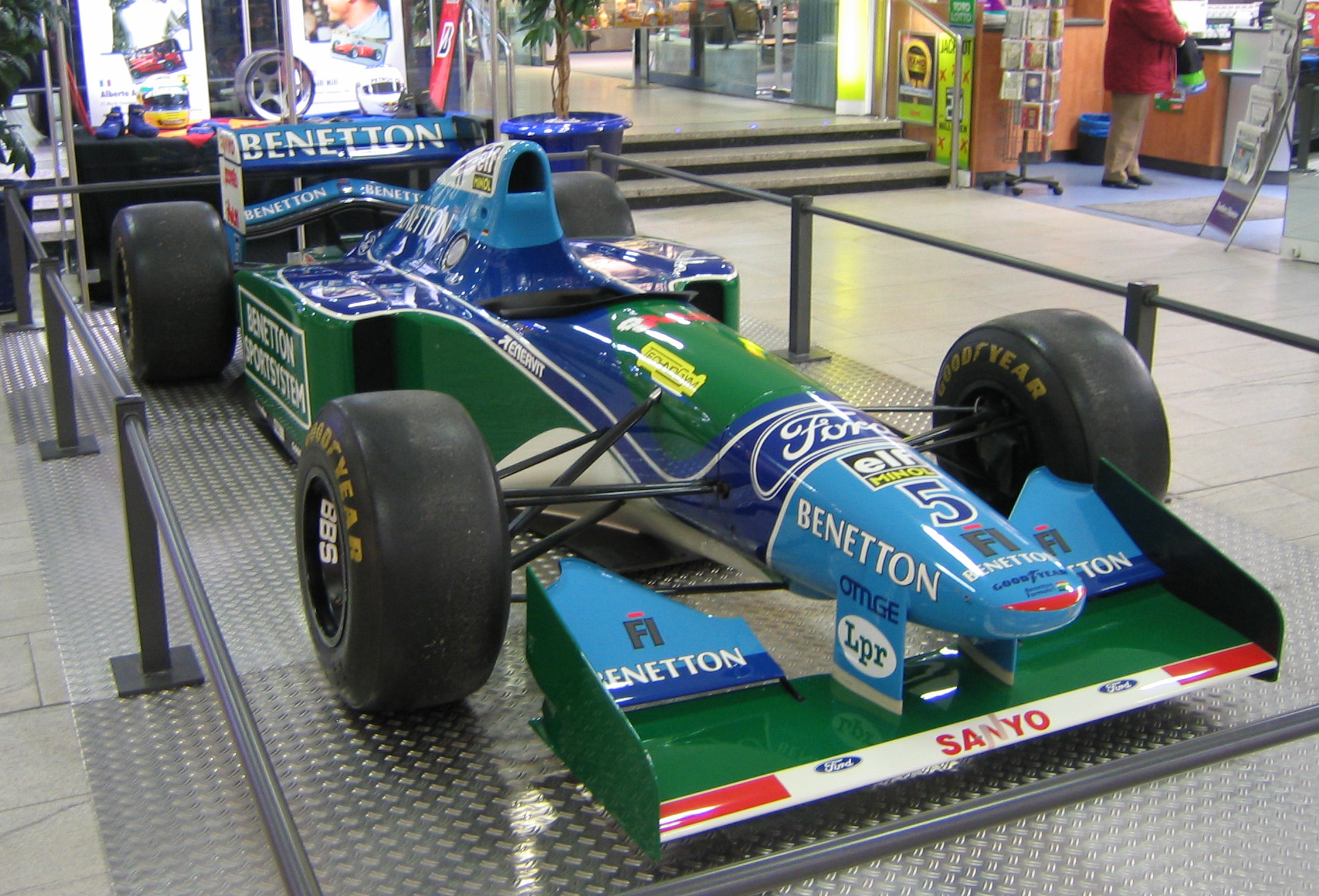
La بينيتون بى 194 التي استخدمها شوماخر في بطولة العالم لفورمولا 1 1994.

كان عام 1994 بالنسبة لفورمولا 1 هو ثورة في في تقنية السيارات تحت قيادة رئيس الاتحاد الفدرالى الدولى للسيارات ماكس موسلي: وتجل هذا في إلغاء الإلكترونيات المستخدمة حتى ذلك الحين في التعليق النشط، والتحكم في الجر وآلية البدء التلقائي. وأدخل أيضا امكانية تزويد السيارة بما ينقصها في السباق، أملا في تحسين عروض فورمولا 1 بعد سنتين من هيمنةً فريق واحد عليها. قدم فريق بينيتون نفسه كمرشح للمنافسة على اللقب العالمي، على الرغم من أن التنبؤات كلها في صالح فريق ويليامز، الذي، بالإضافة إلى أن سيارته مجهزة بمحرك V10 رينو ضد "فورد V8 من بينيتون"، أستعان بآيرتون سينًا بدلاً من بروست المتقاعد.ومن الملفت للانتباه أن أول سباقين هيمن عليهم كلاً من شوماخر وسينا إلا أن سينًا تراجع نتيجه لارتطامه بميكا هاكينن مما ادى إلى خروجه عن مزمار السباق في بدية مسابقة الجائزة الكبرى للمحيط الهادئ"،
أن عطلة نهاية الأسبوع التالي في مسابقة الجائزة الكبرى في سان مارينو، نتيجة لإصابة «روبنز باركيلو» خلال التجربة الحرة، ووفاة رولان راتسنبيرجر خلال التصفيات وايرتون سينا أثناء السباق، والحوادث الخطيرة في انطلاق السباق والمنطقة التي يجلس فيها أيضا المشجعين والميكانيكين، كانت نقطة تحول لفورمولا 1، حيث شرعت بإجراء إصلاح على نطاق واسع . عرض الاتحاد الدولي للسيارات سلسلة من التدابير التصحيحية لرفع مستوى الامان في المسابقات، في تدخلات تنظيمية ناجحة.
في هذه الأثناء واصل شوماخر، بعد أن حقق ثلاث انتصارات في أول ثلاث مسابقات، عروضه الممتازة محققا الانتصار في موناكو، كندا وفرنسا بالإضافة للمركز الثاني في إسبانيا.في نهاية مسابقة الجائزة الكبرى في فرنسا، كان الغلبة للألماني عن منافسة المباشر، ديمون هيل، بفارق 41 نقطة (66 نقطة في مقابل 25 نقطة للسائق الانجليزى).
كما أن الطيار الألماني، بعد إيمولا (مسابقة الجائزة الكبرى في سان مارينوا 1994)، أصبح رئيسا لرابطة «سائقي سباق الجائزة الكبرى»، المستانف بعد بعد 12 سنة من التوفق. فقد شهدت الأسابيع التالية المزيد من الاحداث في قاعات المحكمة أكثر من مزامير السباق: في مسابقة سيلفرستون (مسابقة الجائزة الكبرى في بريطانيا 1994) تفوق شوماخر على هيل في المسابقة التمهيدية ولم يخدع لتعليمات الفريق وأستبعد من المسابقة . وأوضح الفريق أن الحادث هو خطأ في الاتصال بين أعضاء اللجنة والفريق. عدم احترام العلم الأسود عُقب بإيقاف لاسبوعين لكن فريق بينيتون ناشد المسئولين بالسماح للسائق خوض مسابقة المنزل على الأقل على أن يتم إيقافه في المسابقتين المتعاقبتين؛ وكانت ألمانيا هي آخر مطاف شوماخر قبل التقاعد.
في جائزة بلجيكا الكبرى، فاز السائق الألماني مرة أخرى بالبطولة، ولكن الاسقاط المفرط للصناديق الخشب والرحيل عن «سباق الجائزة الكبرى» في ألمانيا، أدى إلى التوقف من جديد.جاوز شوماخر الجائزتين الكبرتين المتتالية من اجل «سباق الجائزة الكبرى البريطاني»، وعندما عاد إلى المسار في جيريز دي فرونتيرا (الجائزة الكبرى في أوروبا).تقلص أداء شوماخر واستطاع هيل الاستفادة من كل هذة التوقفات. في جيريز دي فرونتيرا فاز شوماخر، لكن جاء خلف هيل في «الجائزة الكبرى في اليابان»، في ظل هذة الظروف العصيبة ظهر المتنافسان في السباق النهائي بفارق نقطة واحدة، حيث سيطر شوماخر على المرحلة الأولى من «سباق الجائزة الكبرى في أستراليا» قبل هيل، إلى حأن بلغ اللفة الخامسة والثلاثون، انحرف الالمانى عن مزمار السباق اصطدم بالجدار، وإلحق به أضرار لا يمكن إصلاحه في الجانب الأيمن.
في نفس الوقت وأثناء محاولة شوماخر الإشارة لهيل للانحناء بعيدا عنه اصطدما الاثنين وخرجا عن المزمار.وقٌبيل هذا الاصطدام بالاعتراض وانقسم الراى العام إلى جزئين، جزء من العاشقين مثل ألان هنرى (محرر انجليزى) قال ان هذة الحركة كانت تطوعية  من السائق الالمانى بينما راى موراي ووكر (معلق تليفزيونى في فورمولا 1) انها غير مفتعلة . وتم تقييم الاصطدام كحادث عادي في السباق ولم يعاقب عليه شوماخر.
وذهب لقب بطل العالم عام 1994 للمرة الأولى في للسائق الألماني، الذي أصبح أول بطل العالم المانى.في تلك السنة، قام شوماخر أيضا بإجراء الاختبارات على سيارة ليجير المستخدمة في فريق رينو، نفس المحركات التي كان سوف يتم استخدامها في وقت لاحق في فريقه بينيتون.وكان هذا التبادل ممكن حيث أن ليجير قد مرة على مسار فلافيو برياتوري مدير فريق بينيتون.

##### 1995

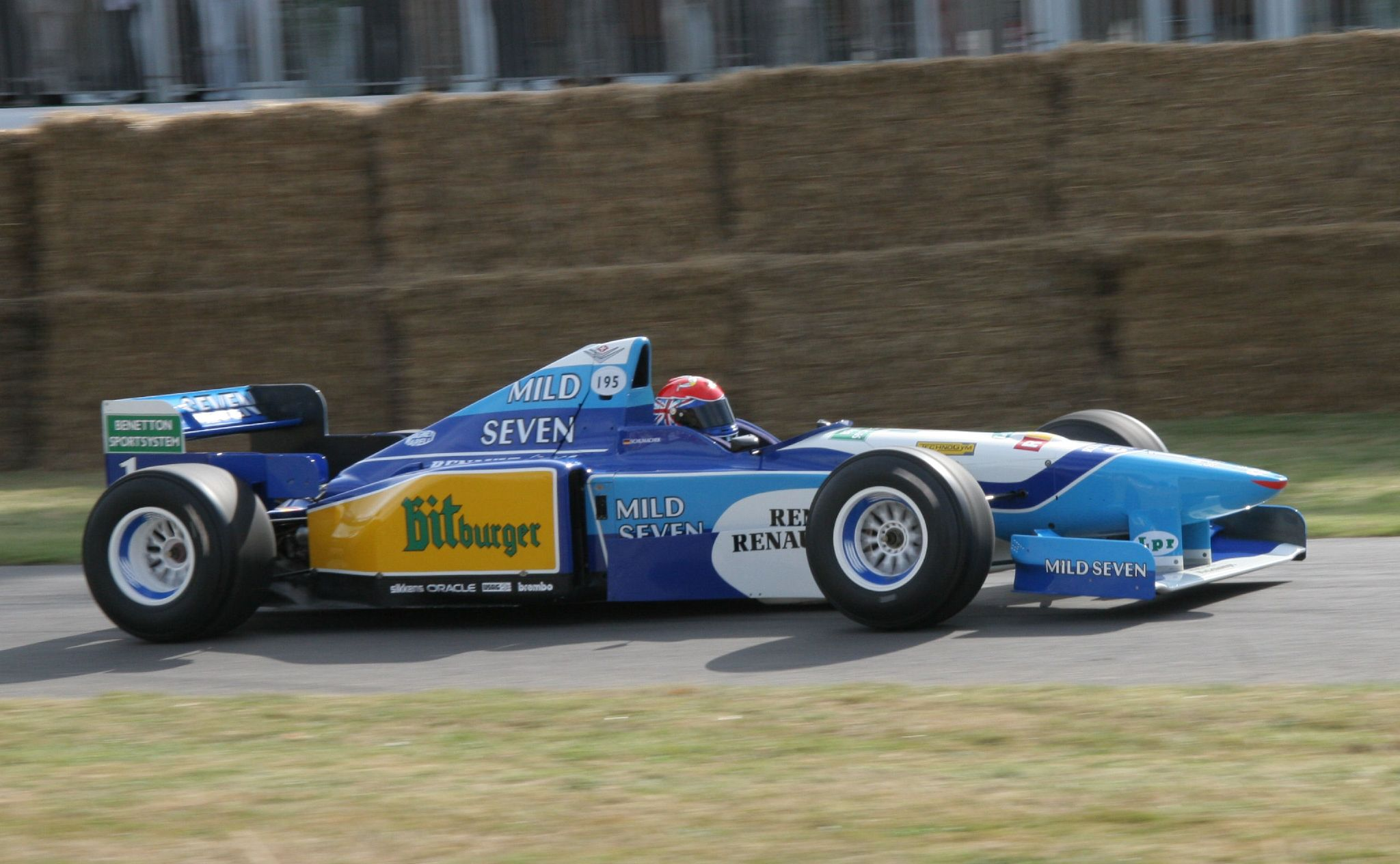
[نيتون بى 195 السيارة التي قادة شوماخر في بطولة العالم فورمولا 1 1995.

في موسم عام 1995 استخدم فريق بينيتون محرك رينو V10 الذي يستخدمه ويليامز وشوماخر والحق أيضا بجوني هربرت.
وكانت المرحلة الأولى من بطولة العالم مثيرة للجدل: في البرازيل فاز الألماني في السباق، وذلك بفضل انسحاب هيل، ولكن تم إلغاءالنصر لعدم مطابقة للوقود المستخدمة للمعايير؛ كان القرار النهائيللاتحاد الدولى للسباق السيارات بتاكيد إلغاء الانتصار وتوزيع النقاط على فرق البطولة، بعد حادث التصادم في إيمولا، عاد شوماخر للفوز في «سباق الجائزة الكبرى لإسبانيا».

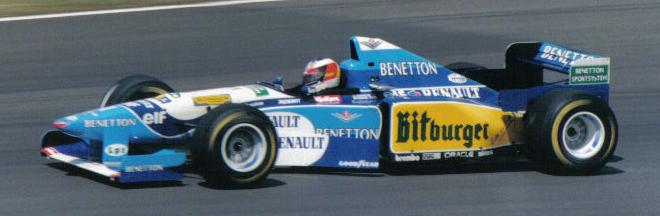
شوماخر في الجائزة الكبرى سيلفرستون.

في سيلفرستون (كما سيحدث في وقت لاحق في مونزا)أُعيق من قبل هيل في أثناء تنافسهم على المركز الأول. بعد 8 سباقات تصدر شوماخر الترتيب بفارق أحد عشر نقطة عن منافسة هيل (46 نقاط مقابل 35).واظهر شوماخر ندية ورغبة في النصر في المباريات التي أقيمت في سبأ فرانكورشان.فاز تاركا المكان السادس عشر نافس لعدة لفات على المسار الرطب مع الإطارات الجافة ضد هيل، مزودا بإطارات للمطر.
بعد حصوله على المركز الثاني في «سباق الجائزة الكبرى الأوروبية»، فاز الألماني بلقبه الثاني مع سباقين مسبقا، على الحلبة عايدة في «سباق الجائزة الكبرى في المحيط الهادئ»، في السباق التالي في اليابان، فاز الفريق بلقب المنشئون، كان هذا الموسم الأخير لشوماخر مع فريق بينيتون.وبالفعل بعد هذه البطولة قرر شوماخر قبول العرض الذي قدمته فيراري، واعدا الفريق استعادة الفوز بعد حوالي 17 عاماً من الصيام عن تحقيق البطولات، وفي فصل الصيف وقع عقدا مدته سنتان لفريق مارانيلو.

### الانتقال إلى فريق فراري (1996–2006)

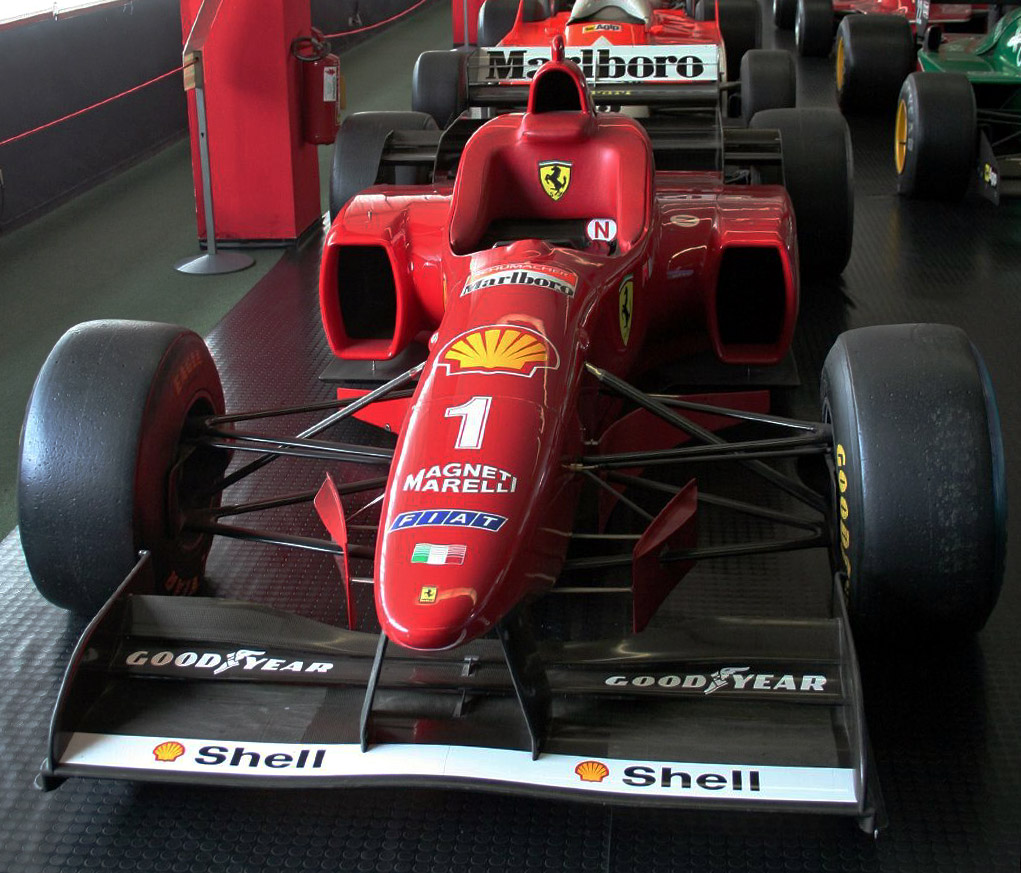
فيرارى أف 310 التي قادها شوماخر في بطولة العالم 1996.

في عام 1996، انتقل شوماخر إلى فيراري، الفريق الذي كان سيصبح السائق الأكثر نجاحا في تاريخ الفورمولا 1. أول تجربة للقيادة له مع فريق فرارى كانت بجانب أدى إيرفين. كانت المهمة صعبة : الفريق لم يفز بلقب العالم منذ عام 1979 والقاب المنشئات منذ عام 1983 ولم يكن المناخ مواتيا ويبدو أن الفجوة التقنية مع الفريق الإنجليزي لا يمكن تجاوزها. وهيمن على هذا الموسم هيل وجاك فيلنوف. بعد خمسة سباقات، وانتصار غير رسمي، وعدم تكافئ القدرة التنافسية، حقق 3 منصات، ولكن الفجوة في الترتيب كانت لصالح هيل بالفعل بفارق26 نقطة
في مونتيكارلو، تحت الضغط، اضطر شوماخر للعودة في الترتيب، واحبط فرصة أنتصار تاركا موقع الانطلاق الأول ولكن سرعان ما تجاوز هيل خلال اللفة الأولى، ولكن اضطر للانسحاب، بعد أن انزلق على حافة رطبة اوصلته للحواجز في الجانب الآخر.وجاء الفوز الأول في السباق المقبل في «سباق الجائزة الكبرى لإسبانيا» تحت الطوفان: بعد الانطلاقة السيئة نتيجة لانزلاق العجلات أصبح بطل بعودة مذهلة وأصبح خلف السائقين الأوائل بخمس ثوانى ثم استطاع تجاوزهم وبلغ خط النهاية بفارق دقيقة عن جان إليزي.
في هذه الفترة من تاريخه حقق شوماخر ما لم يحققه أي سائق في وقته من القاب وأرقام قياسية وبطولات. فقد أحرز في الفترة الممتدة من سنة 2000 إلى 2004 خمس بطولات للعالم (سنة 2000، 2001، 2002، 2003 و2004). لقد كان الرقم الصعب في هذه الرياضة، وقد صنع التاريخ في ما حققه مع فراري، ما جعله من أكثر الشخصيات شهرة وتأثيراً في العالم، كما كان من أغلى الرياضين أجراً. وفي عهده عرفت الفورمولا 1 شهرة منقطعة النظير وهذه كانت من الفترات الذهبية لهذه الرياضة.
في عام 2005 تم تعديل القوانين من أجل الحد من سيطرت الفراري وشوماخر على البطولة، وجعلها أكتر منافسةً من السنوات الماضية. برز في هذه السنة نجم فرناندو الونسو الذي تغلب على بطل العالم 7 مرات بعد منافسة قوية.
العام 2006 كان العام الأخير لشوماخر في الفورمولا 1 بعد إعلانه الاعتزال. لقد كان موسم من أقوى المواسم حيث كانت المنافسة شديدة مع الونسو ولكن الإسباني تمكن من حسمها بالرغم من الجهد الكبير الذي قام به شوماخر من أجل إسترداد اللقب. لقد كان السباق الأخير في البرازيل من أكبر السباقات التي قام بها شوماخر حيث إنطلق من المركز ال-10 بسبب عطل في ضغط الوقود أثناء التجارب الرسمية بالرغم من كونه كان أسرع. في السباق وفي وقت مبكر انتقل شوماخر إلى المركز السادس . ومع ذلك، وأثناء تجاوز زميل الونسو ، جيانكارلو فيسيكيلا ، تعرض شوماخر ثقب في الإطارات ناجم عن الاحتكاك بالجناح الأمامي للسيارة فيسيكيلا .أجبر شوماخر لدخول الحظيرة وبالتالي انخفض إلى المركز ال19 ، و70 ثانية خلف زميله وقائد سباق فيليبي ماسا. ضغط شوماخر وتجاوز فيسيكيلا ورايكونن ليصل للمركز الرابع. وقد صنفت أدائه الصحافة ب «البطولي»،  و«أداء قاتم للأنفس»،  و«الأداء الذي ... يلخص حياته المهنية».
سلم في هذا السباق شوماخر كأساً من بيلي، في بداية السباق، كعربون تقدير لتاريخ هذا السائق وما حققه وما قدمه لهذه الرياضة.

### الإعتزال (2007–2009)
أخذ شوماخر فترة راحة من الضغط المتواصل الذي سببته له الفورمولا 1 على مدى سنوات.
بعد تلك الفترة حن السائق الألماني لجو السباقات عن جديد. فعمل كمستشار لفريق فيراري بعد اعتزاله في عام 2006. ثم سرت أقاويل بنيته العودة لعالم الفورمولا 1 من خلال تملك فريق تورو روسو. من ثم زادت الأقاويل عن إمكانية أن يكون البديل لفيليبي ماسا في موسم 2009 بعد اصابته، غير أنه بقية الموضوع في خانة الأقاويل.

### العودة إلى السباقات: مرسيدس (2010–2012)
في ديسمبر 2009 تم الإعلان عن أن شوماخر سيعود إلى الفورمولا واحد في موسم 2010 إلى جانب زميله السائق الألماني نيكو روزبرغ في فريق مرسيدس GP الجديد. كانت هذه لفريق مرسيدس الجديد مشاركة أولى له في الفورمولا واحد منذ عام 1955 .وعبّر شوماخر أن استعداداته ليحل محل ماسا المصاب لفريق فيراري قد شرّع الاهتمام المتجدد في F1 ، والتي، أحيت فرصة لتحقيق طموح منذ فترة طويلة والقيادة لمرسيدس وللعمل مرة أخرى مع مدير فريق روس براون، دفع شوماخر لقبول العرض بمجرد اجتيازه جميع الفحوصات. وبعد فترة من الاختبارات الطبية وتدريبي مكثف، تم التأكيد على أن الإصابة بالرقبة التي منعته القيادة لفريق فيراري في العام قبل الماضي قد شفي منها تماما . شوماخر وقعت عقدا لمدة ثلاث سنوات، يقدّر ب 20m£ جنيه استرليني .
تم مقارنة عودة شوماخر مفاجأة إلى F1 إلى نيكي لاودا في عام 1982 الذين تتراوح أعمارهم بين 33 ونايجل مانسيل في عودته في عام 1994 في سن ال 41. شوماخر أتم ال41 في يناير كانون الثاني عام 2010، وتمت مقارنة مستقبله مع مرسيدس مع الرقم القياسي المسجل من قبل أقدم بطل F1 خوان مانويل فانجيو الذي كان 46 عندما فاز بلقبه الخامس .
بشكل عام لم يحقق شوماخر ما كان يرجوه من عودته. فقد كان قد فقد البعض من قدراته، كما أن السيارة لم تساعده كثيراً في تقديم النتائج التي طمح لتقديمها مع روس براون. لقد حقق بعد النتائج الخجولة بشكل عام، وقام بتحطيم بعد من ما تبقى من أرقام قياسية لم يسبقه على تحطمها أحد حتى تاريخ اعتزاله الثاني. أنهى مسيرته في موسم 2012 في سباق البرازيل حيث حل سابع، وبذلك أنهى عودته إلى الفورمولا 1 في المركز ال-13 في بطولة العالم للسائقين. حل مكانه في الموسم الالتالي لويس هاملتون.

## لمحة عن حياته

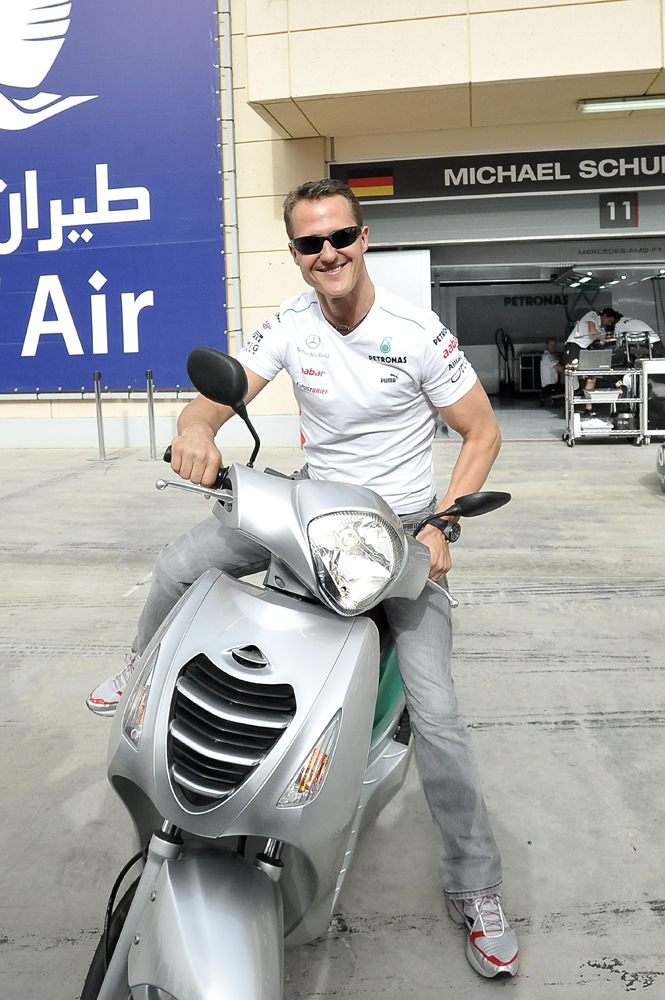
شوماخر في البحرين عام 2012

- يجيد التحدث بأربع لغات: الألمانية والإنجليزية والفرنسية والإيطالية.
- منح الجنسية الإيطالية تقديراً لمسيرته.
- سرت أقاويل بنيته العودة لعالم الفورملا 1 من خلال تملك فريق تورو روسو.
- عمل كمستشار لفريق فيراري بعد اعتزاله في عام 2006.
- ظهر في برنامج توب غير لهيئة الاذاعة البريطانية. والكشف عنه بأنه شخصية ذا ستيج
- عاد إلى سباقات الفورمولا 1 مع فريق مرسيديس جي بي في 2009
- اعتزل مرة أخرى مع نهاية موسم 2012 وكان هذا الاعتزال للابد حسب قوله.
- في 29 كانون الأول 2013 أصيب شوماخر بجراح بالغة في الرأس بعد اصدامه بصخرة أثناء ممارسته رياضة التزلج وهو في رحلة استجمام مع عائلته في جبال الألب.[43]
- في 16 يونيو\حزيران 2014 يستفيق شوماخر من غيبوبته التي استمرت ستة أشهر ونصف ويغادر المستشفى.

## روابط خارجية
- مايكل شوماخر على موقع IMDb (الإنجليزية)
- مايكل شوماخر على موقع ميتاكريتيك (الإنجليزية)
- مايكل شوماخر على موقع الموسوعة البريطانية (الإنجليزية)
- مايكل شوماخر على موقع روتن توميتوز (الإنجليزية)
- مايكل شوماخر على موقع ألو سيني (الفرنسية)
- مايكل شوماخر على موقع ميوزك برينز (الإنجليزية)
- مايكل شوماخر على موقع أول موفي (الإنجليزية)
- مايكل شوماخر على موقع قاعدة بيانات الأفلام السويدية (السويدية)
- مايكل شوماخر على موقع إن إن دي بي (الإنجليزية)
- مايكل شوماخر على موقع ديسكوغز (الإنجليزية)
- مايكل شوماخر على موقع Racing-Reference.info (الإنجليزية)
- مايكل شوماخر على موقع DriverDB.com (الإنجليزية)